# ناحیه فردریک، میشیگان
ناحیه فردریک (به انگلیسی: Frederic Township) یک منطقهٔ مسکونی در ایالات متحده آمریکا است که در شهرستان کرافورد، میشیگان واقع شده‌است.
 ناحیه فردریک  ۱٬۳۴۱ نفر جمعیت دارد و ۴۰۹ متر بالاتر از سطح دریا واقع شده‌است.